# Toyohito Mochizuki
Toyohito Mochizuki (jap. 望月 豊仁 Mochizuki Toyohito; ur. 18 września 1953 w Shizuoce) – japoński piłkarz, reprezentant kraju.

## Kariera klubowa
Jako piłkarz grał w klubie Fujitsu.

## Kariera reprezentacyjna
W reprezentacji Japonii zadebiutował w 1978. W sumie w reprezentacji wystąpił w 2 spotkaniach.

## Statystyki
| Reprezentacja Japonii | Reprezentacja Japonii | Reprezentacja Japonii |
| Rok                   | Mecze                 | Gole                  |
| --------------------- | --------------------- | --------------------- |
| 1978                  | 2                     | 0                     |
| Razem                 | 2                     | 0                     |